# Die Brennessel
Die Brennessel war eine nationalsozialistische Satirezeitschrift, die vom Januar 1931 bis zum Dezember 1938 im Eher Verlag erschien. Sie wurde zunächst monatlich (Januar bis März), dann 14-täglich (April bis September) und schließlich wöchentlich (seit Oktober 1931) im Folioformat in Konkurrenz zum Simplicissimus herausgegeben.
In Format und Layout imitierte Die Brennessel den Simplicissimus und trat damit seriöser auf als die NS-Hetzschrift Der Stürmer. Hauptaufgabe der Zeitschrift war aber ebenfalls der Kampf gegen die Weimarer Republik, das „Internationale Judentum“, den „Bolschewismus“ und das „feindliche Ausland“. Entsprechend wurden diese Gegner in satirischen Artikeln und Karikaturen verunglimpft und ins Lächerliche gezogen. Neben regelmäßig wiederkehrenden antisemitischen und antibolschewistischen Attacken enthielt die Zeitschrift aber auch pathetische, nationalsozialistische Selbstdarstellungen in Wort und Bild.
Redakteure waren Karl Prühäußer (bis September 1931, arbeitete zugleich als Karikaturist „K.P.“) und Wilhelm Weiß. Letzterer firmierte von 1933 bis 1938 als Hauptschriftleiter, diente laut Ursula E. Koch jedoch nur als prominentes „Aushängeschild“ für die Zeitschrift. Tatsächliche Chefredakteure waren Dietrich Loder in München und Carl Martin Köhn (Pseudonym: „Lanzelot“) in der Berliner Filiale. Textbeiträge kamen unter anderem von Goetz Otto Stoffregen, Heinz Steguweit, Hans Reimann und Karl Valentin. Zu den festen Zeichnern zählten Sepp Plank (Pseudonym: „Seppla“) und Hans Schweitzer (Pseudonym: „Mjölnir“). Renommierte Karikaturisten ihrer Zeit wie Paul Schondorff beteiligten sich, andere verbargen ihre gelegentliche Teilnahme hinter Decknamen, wie z. B. Werner Hahmann, der als „Mooritz“, oder Hanns Erich Köhler, der als „Erik“ firmierte.
Die Auflage der Zeitschrift betrug 1933 etwa 32.000 und sank bis 1938 auf etwa 23.000 Exemplare. Die Brennessel wurde schließlich zugunsten des seit der Machtergreifung der Nationalsozialisten gleichgeschalteten Simplicissimus aufgegeben.  Am 27. Dezember 1938 erschien die letzte Ausgabe der Brennessel. Die Abonnenten wurden vom Simplicissimus übernommen.